# الزوابي
الزوابي بلدية في دائرة بئر بوحوش في ولاية سوق أهراس.

## الموقع
تقع بلدية الزوابي في أقصى جنوب ولاية سوق أهراس تحدها كل من دائرة بئر بوحوش ودائرة قصر الصبيحي ولاية أم البواقي جنوبا اما غربا بلدية عين سلطان شمالا دائرة سدراتة.
تبعد عن مدينة سدراتة حوالي 10 كلم تابعة اقليميا لولاية سوق اهراس الحدودية بعد ان كانت تابعة لولاية قالمة سنة (1976) وقبلها ولاية عنابة.
بها أكبر سد سقي بولاية سوق اهراس حيث انها معروفة بانتاجها الفلاحي.